# فور فان تي في
فور فان تي في (تكتب بالإنجليزية بهذا الأسلوب : 4Fun.tv) هي قناة بولندية للموسيقى المصورة، تبث مجانيا على مدار 24 ساعة، تم إطلاق هذه القناة وبدء بثها في تاريخ 14 فبراير 2004.  

## التاريخ
في تاريخ 27 نوفمبر 2003 وقعت شركة نوفا كومينيكيشن، بالإنجليزية : Nova Communications (لاحقًا تغير إسمها لفور فان ميديا، بالإنجليزية : 4fun Media ) اتفاقية إرسال عبر الأقمار الصناعية مع, Canal + Sp. z oo لإقامة قناة الموسيقى القادمة. في تاريخ 14 فبراير 2004 ، بدأت فور فان تي في (4fun.tv) ببث إرسالات إختبارية، وتم منح ترخيص البث الفضائي للقناة إلى الإذاعة من قبل Krajowa Rada Radiofonii i Telewizji في تاريخ 14 مايو 2004.  في عام 2012 ، مقاطع الفيديو التي كانت تبث على قناة فور فان تي في (4fun.tv) وعلى القناة الشقيقة لها (أي قناة تدار من نفس المصدر) والتي تدعى ر ب ل تي في (RBL.TV)، كان يتم بثها على قناة بلس 2 (Puls 2) ، وقد استمر هذا الأمر لبعض الوقت. 
تقدم القناة بشكل رئيسي فيديوهات موسيقية مصورة، وبرامج موسيقية، وبرامج تفاعلية، كل هذا عن طريق نقل الصوت دولبي ديجيتال بلاس (الاسم بالإنجليزية : Dolby Digital Plus) ومعيار الضغط. في عام 2013 ، أنشأت شركة فور فان ميديا (الاسم بالإنجليزية : 4Fun Media) تطبيق فور فان (بالإنجليزية : 4Fun) لجماهيرها - وهو تطبيق شاشة ثانية يسمح بالوصول إلى محتوى إضافي ومسابقات وإتصال مباشر مع باقي الجماهير.
منذ تاريخ 19 ديسمبر 2013 ، تم بث قناة فور فان تي في (4fun.tv) على تعدد الإرسال المحلي كجزء من التلفزيون الرقمي الأرضي . 
في عام 2016 ، منح مشغل الأقمار الصناعية يوتلسات المحطة جائزة في فئة أفضل قناة موسيقية. كانت قناة فور فات تي (4fun.tv) المحطة البولندية الوحيدة الحائزة على جوائز في مسابقة يوتلسات للجوائز التلفزيونية 2016 (بالإنجليزية : Eutelsat TV Awards 2016).

## الخلافات
في عام 2007 ، أبدى Krajowa Rada Radiofonii i Telewizji تحفظات حول البرامج التي قد تحبط وتسبب الإكتئاب وتؤثر سلبيا على التطور الأخلاقي والعقلي والذهني للشباب والفتيان، حيث يتم بث هذه البرامج خلال فترة تعتبر محمية (بين الساعات 6 صباحًا - 2 مساءً) وبدون تعيين وتحذير مناسب (مثلا، البرامج ملائمة فقط للأشخاص الذين تزيد أعمارهم عن 18 عامًا سنوات من العمر). تجاهلت المحطة تحذيرات مجلس الإذاعة، مما سبب بالتهديد بسحب ترخيص المحطة، وبالتالي، قد يؤدي الأمر إلى إغلاق وإنهاء بث القناة. 

## شعار القناة

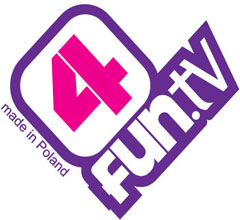
أستعمل في السنوات التي بين 2004-2014
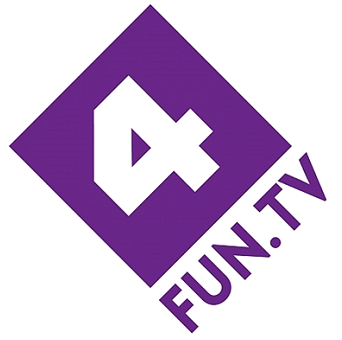
أستعمل في السنوات التي بين 2014-2015
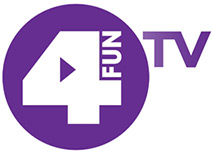
2015-2017
بداية إستعمال هذا الشعار كان في سنة 2017 وهو لا يزال يستعمل حتى الآن

## روابط خارجية
- (بالبولندية)